# Dializă (biochimie)
Dializa reprezintă procesul de trecere a substanțelor lichide de o parte și de alta a unei membrane semipermeabile. Astfel componentele celor două amestecuri vor trece prin membrană in sensul gradientului de concentrație până la egalizarea concentrației pe ambele fețe ale membranei. Termenul de dializă a fost introdus de către chimistul scoțian Thomas Graham în anul 1861 care este și fondatorul chimiei coloidale.
Dializa este o tehnică comună de laborator care funcționează pe același principiu ca și dializa medicală. În contextul cercetării științei vieții, cea mai frecventă aplicare a dializei este pentru îndepărtarea moleculelor mici nedorite, ar fi sărurile, agenții de reducere sau coloranții din macromolecule mai mari, ar fi proteinele, ADN-ul sau polizaharidele. Dializa este, de asemenea, frecvent utilizată pentru schimbul de tampon și studii de identificare de droguri.

## Descriere cantitativă
Fenomenul de dializă se explică prin mărimea particulelor aflate în soluție. Substanțele coloide, care sunt macromolecule, nu pot străbate prin porii membranei, în timp ce particulele cristaloide (ioni, atomi sau molecule) fiind mici, pot trece cu ușurință.

## Aplicații
Dializa este folosită ca mijloc de separare a soluțiilor de electroliți și neelectroliți, purificarea soluților coloidale (de exemplu plasma sanguină). Purificarea soluților coloidale prin dializă se face folosind aparatele numite dializoare și are aplicații biochimice și medicale.